# Font de la Canyamera
La Font de la Canyamera és una font del terme municipal de Sant Quirze Safaja, a la comarca del Moianès.
Està situada a 676 metres d'altitud, a la dreta del torrent de la Font del Boix, a prop i al nord-est de la Teuleria, al nord-oest de la urbanització del Pla del Badó.